# Contumazá (distrito)
Contumazá é um distrito do Peru, departamento de Cajamarca, localizada na província de Contumazá.

## Transporte
O distrito de Contumazá é servido pela seguinte rodovia:
- PE-8, que liga o distrito de Guadalupe (Região de la Libertad) à cidade de Cajamarca
- PE-1NF, que liga o distrito de Chilete à cidade de Chicama (Região de la Libertad)[1][2][3]
- CA-101, que liga o distrito à cidade de San Benito